# Hapalopus
A Hapalopus, egy nem a pókok (Araneae) rendjében, négytüdős pókok (Mygalomorphae) alrendjében és a madárpókfélék (Theraphosidae) családjában.
A nem fajai Közép- és Dél-Amerika egyes területein terjedtek el. (Az egyes fajok elterjedési területeihez lásd a Fajok szakaszt.)
A Theraphosinae alcsalád többi nemétől elsősorban az ivarhólyag morfológiája alapján lehet elkülöníteni. Jellemző rá az erősen hajlott másodvégíz az első lábon és a kétágú lábszársarkantyú.
A fajok elkülönítése a következő tulajdonságok alapján történhet:

A H. lesleyae hímje meghosszabbodott hímtaggal és azon feltűnő kinövésekkel rendelkezik, ez alapján megkülönböztethető a többi Hapalopus fajtól, kivéve H. butantan, H. nigriventris és H. triseriatus, akiktől a hátlemezen és az utótesten található mintázatban tér el.

## Fajok
- Hapalopus aymara Perdomo, Panzera & Pérez-Miles, 2009 – Bolívia
- Hapalopus butantan (Pérez-Miles, 1998) – Brazília
- Hapalopus coloratus (Valerio, 1982) – Panama
- Hapalopus formosus Ausserer, 1875 – Kolumbia
- Hapalopus lesleyae Gabriel, 2011 – Guyana
- Hapalopus nigriventris (Mello-Leitão, 1939) – Venezuela
- Hapalopus triseriatus Caporiacco, 1955 – Venezuela
- Hapalopus variegatus (Caporiacco, 1955) - Venezuela